# 即使世界毁灭，仍要伸张正义

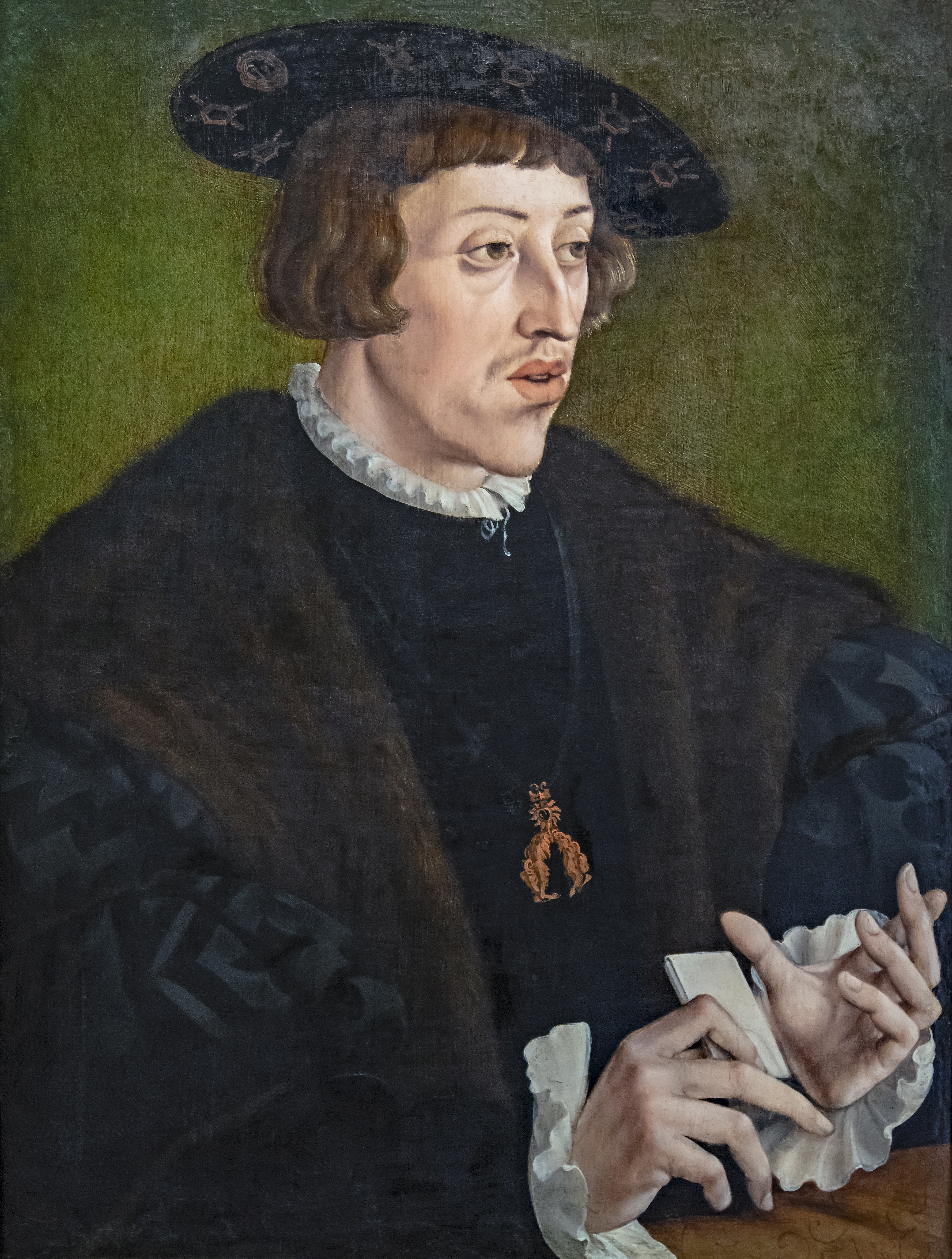
斐迪南一世

即使世界毁灭，仍要伸张正义是一个拉丁语短语。
这句话是神圣罗马帝国皇帝斐迪南一世（1556-1564）的座右铭，他以此为口号，标榜成为统治国家的重要规则。它可能源自约翰内斯·雅各布斯·曼利乌斯 (Johannes Jacobus Manlius) 的著作《Loci Communes》(1563)。这是一条格言，意思是要不惜一切实际后果来做出公正的决定。另一个类似短语是「即使昊天崩塌，也要秉行公正」（Fiat justitia ruat caelum）。